# 13 Dywizja Artylerii Obrony Przeciwlotniczej
13 Dywizja Artylerii Obrony Przeciwlotniczej (13 DA OPL) – związek taktyczny artylerii przeciwlotniczej Sił Zbrojnych PRL.

## Formowanie i zmiany organizacyjne
Formowanie jednostki dowództwa dywizji rozpoczęto w 1952 roku w Bytomiu (KOW). Pułki artylerii zostały przekazane z rozformowywanego 7 Korpusu Artylerii OPL. W 1959 dywizji nadano imię Powstańców Śląskich. W 1962 zmieniono jej nazwę na 13 Dywizję Artylerii Obrony Powietrznej Kraju im. Powstańców Śląskich.
W 1967 dywizję przemianowano na 1 Dywizję Artylerii Przeciwlotniczej Obrony Powietrznej Kraju im. Powstańców Śląskich.

## Struktura organizacyjna 13 DAPlot
- dowództwo 13 Dywizji Artylerii Obrony Przeciwlotniczej
- 85 pułk artylerii Obrony Przeciwlotniczej – Bytom
- 89 pułk artylerii Obrony Przeciwlotniczej – Chorzów
- 90 pułk artylerii Obrony Przeciwlotniczej – Nowa Huta (w marcu 1953 pułk usamodzielniono)
- 96 pułk artylerii Obrony Przeciwlotniczej – Zabrze
- 97 pułk artylerii Obrony Przeciwlotniczej – Będzin

## Dowódcy dywizji
- płk Bolesław Tatarski – (1952 – 1954)
- płk Tadeusz Kempf – (1954 – 1957)
- płk Aleksander Grabowski – (1957 – 1959)
- płk Jan Styran – (1959 – 1968)